# Katheryn Winnick

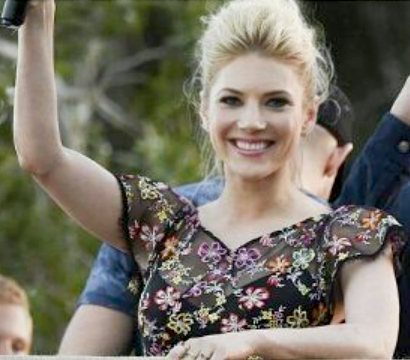
Katheryn Winnick podczas San Diego Comic-Conu w 2017

Katheryn Winnick (ur. 17 grudnia 1977 w Toronto jako Katerena Anna Vinitska) – kanadyjska aktorka filmowa i telewizyjna pochodzenia ukraińskiego. Znana z roli w serialu Wikingowie, gdzie wcieliła się w postać Lagerthy.

## Życiorys
Katheryn Winnick urodziła się w Toronto w rodzinie Ukraińców jako Katerena Anna Vinitska. Jest córką Romana i Lesi Winnickich; matka została wiceprezesem organizacji Ukrainian Canadian Congress. Ma troje rodzeństwa: młodszą siostrę Darię, młodszego brata Adama (żołnierza) i starszego brata Markjana (aktora).
Do ósmego roku życia posługiwała się wyłącznie językiem ukraińskim. Później nauczyła się mówić płynnie w czterech kolejnych językach: angielskim, rosyjskim, francuskim i włoskim. W wieku 7 lat rozpoczęła trenowanie sztuk walk, a swój pierwszy czarny pas zdobyła, mając 13 lat. W wieku 16 lat otworzyła pierwszą szkołę sztuk walk, zaś mając 21 lat, prowadziła trzy szkoły. Zdobyła czarny pas 3. stopnia w taekwondo oraz czarny pas 2. stopnia w karate. W 1996 zdobyła srebrny medal w finale krajowych mistrzostw taekwondo w Kanadzie. Uzyskała licencję ochroniarza, pracowała też jako instruktorka samoobrony. Studiowała aktorstwo w William Esper Studio, szkole, której absolwentami zostali m.in. Kim Basinger, Kathy Bates czy Ian Somerhalder
Karierę w show-biznesie rozpoczęła jako instruktorka sztuk walki, trenując aktorów na planach filmowych. Jej pierwszy występ telewizyjny miał miejsce w 1999 w serialu Czynnik PSI. W tym samym roku dostała angaż w serialu Student Bodies, gdzie przez pięć odcinków wcielała się w Holly Benson. Za rolę w niskobudżetowej produkcji Daddy’s Little Girl otrzymała nagrodę dla najlepszej aktorki na Międzynarodowym Niezależnym Festiwalu Filmów i Wideo w Nowym Jorku. W 2002 odbyła się premiera komedii romantycznej Dwa tygodnie na miłość, w której aktorka wystąpiła u boku Sandry Bullock oraz Hugh Granta. W tym samym roku zagrała w serialu Prawo i porządek: Zbrodniczy zamiar. W 2004 aktorka pojawiła się w filmie 50 pierwszych randek oraz zagrała epizodycznie w serialu CSI: Kryminalne zagadki Miami. Rok później dołączyła do obsady filmu Donald Trump – historia nieautoryzowana, opowiadającego historię życia Donalda Trumpa, w którym wcieliła się w postać Ivany Trump, pierwszej żony biznesmena. W 2006 odbyła się premiera komedii romantycznej Miłość na zamówienie, w którym aktorka wcieliła się w postać Melissy, grając u boku Matthew McConaugheya. Do 2009 zagrała w kilku niskobudżetowych produkcjach filmowych oraz w takich serialach jak CSI: Kryminalne zagadki Nowego Jorku, Dr. House, Prawo i bezprawie oraz CSI: Kryminalne zagadki Las Vegas.
W 2010 wystąpiła u boku Ashtona Kutchera i Katherine Heigl w komedii Pan i pani Kiler. Ten sam rok przyniósł premierę filmu z jej udziałem pt. Miłość i inne używki, gdzie główne role zagrali Jake Gyllenhaal oraz Anne Hathaway. Od 2010 do 2011 wcielała się w postać Hannah Burley w serialu Kości. W 2013 otrzymała angaż do serialu Wikingowie. Otrzymała rolę Lagerthy, rolniczki i tarczowniczki oraz żony wikinga Ragnara Lothbroka. W tym samym roku zagrała obok Kurta Russella w filmie Sztuka kradzieży. W 2017 odbyła się premiera filmu Mroczna Wieża na podstawie prozy Stephena Kinga, gdzie wystąpiła u boku Matthew McConaugheya oraz Idrisa Elby. Również w 2017 wydano grę Call of Duty: WWII, gdzie aktorka użyczyła głosu. Wcieliła się też w Vivian w filmie Polar z 2019 w reżyserii Jonasa Åkerlunda.
W marcu 2022, podczas inwazji Rosji na Ukrainę, wraz z matką powołała fundację Winnick Foundation celem pozyskiwania funduszy dla wsparcia Ukrainy.

## Filmografia
| Filmy | Filmy                                   | Filmy           |
| Rok   | Tytuł                                   | Rola            |
| ----- | --------------------------------------- | --------------- |
| 2001  | Biohazardous                            | Jennifer        |
| 2002  | Smoking Herb                            | Marcia          |
| 2002  | Fabled                                  | Liz             |
| 2002  | Daddy’s Little Girl                     | Dziewczyna      |
| 2002  | Dwa tygodnie na miłość                  | Tiffany         |
| 2003  | What Alice Found                        | Julie           |
| 2004  | Our Time Is Up                          | Podrzutek       |
| 2004  | 50 pierwszych randek                    | Młoda kobieta   |
| 2004  | Satan’s Little Helper                   | Jenna Whooly    |
| 2004  | Jazda na maksa                          | Trish           |
| 2005  | Donald Trump – historia nieautoryzowana | Ivana Trump     |
| 2005  | Hellraiser: hellworld.com               | Chelsea         |
| 2006  | 13 Graves                               | Amy             |
| 2006  | W siódmym niebie                        | Olga            |
| 2006  | Miłość na zamówienie                    | Melissa         |
| 2006  | Kiss Me Again                           | Chalice         |
| 2007  | Punkt krytyczny                         | Nina Patterson  |
| 2007  | When Nietzsche Wept                     | Lou Salome      |
| 2007  | Law Dogs                                | Lisa Bennett    |
| 2008  | Śmierć się śmieje                       | Tabitha         |
| 2009  | Bez duszy                               | Sveta           |
| 2010  | Tranced                                 | Cleo            |
| 2010  | Pan i pani Kiler                        | Vivian          |
| 2010  | Radio Free Albemuth                     | Rachel Brady    |
| 2010  | Miłość i inne używki                    | Lisa            |
| 2010  | Night and Day                           | July            |
| 2011  | Choose                                  | Fiona Wagner    |
| 2011  | Bat $#*! Crazy                          | Dziewczyna      |
| 2012  | Twardziele                              | Oxana           |
| 2012  | Portret umysłu Charlesa Swana III       | Ivana           |
| 2012  | Children of the Air                     | Samantha Thomas |
| 2013  | Sztuka kradzieży                        | Lola            |
| 2016  | Stripped                                | Margaret Dupre  |
| 2017  | Mroczna wieża                           | Laurie          |
| 2018  | Speed Kills                             | Emily Gowen     |
| 2019  | Polar                                   | Vivian          |
| 2020  | Wander                                  | Elsa            |
| 2021  | Strzelec wyborowy                       | Sarah           |
| 2021  | Dzień flagi                             | Patty Vogel     |

| Seriale TV i dubbing | Seriale TV i dubbing                 | Seriale TV i dubbing          | Seriale TV i dubbing |
| Rok                  | Tytuł                                | Rola                          |                      |
| -------------------- | ------------------------------------ | ----------------------------- | -------------------- |
| 1999                 | Czynnik PSI                          | Suzie                         |                      |
| 1999                 | Student Bodies                       | Holly Benson                  |                      |
| 2000                 | Łowcy skarbów                        | Roselyn                       |                      |
| 2001                 | Screech Owls                         | Brianna Styles                |                      |
| 2002                 | Tracker                              | Laura                         |                      |
| 2002                 | Prawo i porządek: Zbrodniczy zamiar  | Carrie Conlon / Karyn Barrett |                      |
| 2003                 | Więzienie Oz                         | Liesel Robson                 |                      |
| 2003                 | Poszukiwani                          | Julie Snyner                  |                      |
| 2003                 | Szczęśliwa karta                     | Kendall                       |                      |
| 2003                 | Zawód glina                          | Lucy Johnson                  |                      |
| 2004                 | CSI: Kryminalne zagadki Miami        | Nicole Harjo                  |                      |
| 2005                 | CSI: Kryminalne zagadki Nowego Jorku | Lisa Kay                      |                      |
| 2006                 | Zabójcze umysły                      | Maggie Lowe                   |                      |
| 2007                 | Dr House                             | Eve                           |                      |
| 2008                 | Prawo i bezprawie                    | Sarah Shipley                 |                      |
| 2009                 | CSI: Kryminalne zagadki Las Vegas    | Maureen Martin                |                      |
| 2010                 | The Gates: Za bramą tajemnic         | Kat Russo                     |                      |
| 2010                 | Kości                                | Hannah Burley                 |                      |
| 2011                 | Zbrodnie Palm Glade                  | Valerie Dorman                |                      |
| 2011                 | Nikita                               | Kelly                         |                      |
| 2012                 | Transporter                          | Darcy Daniels                 |                      |
| 2013                 | Wikingowie                           | Lagertha                      |                      |
| 2015                 | Vikings: Athelstan’s Journal         | Lagertha                      |                      |
| 2015                 | Impersonalni                         | Frankie Wells                 |                      |
| 2017                 | Call of Duty: WWII                   | Marie Fischer                 |                      |
| 2019                 | Wu Assassins                         | Christine „C.G.” Gavin        |                      |
| 2020                 | Big Sky                              | Jenny Hoy                     |                      |